# Bien Unido
Bien Unido (Bayan ng Bien Unido) är en kommun i Filippinerna. Kommunen tillhör provinsen Bohol och ligger på ön med samma namn. Folkmängden uppgår till 22 176 invånare.
Bien Unido är indelat i 15 barangayer.